# セブンパーク天美
セブンパーク天美（セブンパークあまみ）は、大阪府松原市に立地しているセブン&アイ・ホールディングス傘下のセブン&アイ・クリエイトリンクが運営している大型ショッピングセンターである。

## 概要
セブン&アイ・クリエイトリンクが、「セブンパーク」の第2号店（第1号店はセブンパーク アリオ柏）として開業した。開業当初より、アリオを冠していない点が、アリオ柏とは異なる。
核テナントは「イトーヨーカドー」ではなく「ライフ」が出店しており、セブン&アイ・クリエイトリンクが運営するショッピングセンターでは初めて開業当初からセブン&アイ系列ではなく、かつ資本提携・業務提携をしていないテナントを核店舗に据えた施設となった。ただし、セブン&アイ・ホールディングスの専門店は一部出店している。グランツリー武蔵小杉やプライムツリー赤池と同様、アリオ店舗で用いられているマスコットキャラクター「棚照結神」は当施設でも採用されている。
本施設の建築計画自体は2014年に届け出されており、2017年度の開業を予定していたが2021年開業に延期され、施設名や核テナント等も当初はイトーヨーカドーを核店舗としたアリオとして構想されていたが、上記のように変遷している。

## テナント
テナントに関しては「セブンパーク天美 フロアガイド」を参照。

### 主要テナント
- ライフ
- ロフト
- トイロスクール
- 無印良品
- ニトリデコホーム
- トイザらス／ベビーザらス
- 上新電機
- 丸善
- ダイソー
- パシオス
- マツモトキヨシ
- セブン-イレブン
- ハートアップ[4]

### TOHOシネマズセブンパーク天美
TOHOシネマズ セブンパーク天美（トウホウシネマズ セブンパークあまみ）は、セブンパーク天美4階にあるTOHOシネマズ運営のシネマコンプレックス。セブンパークと同日の2021年11月17日にオープンした。
かつて松原市内には「昭和座」「天美映劇」「松原映劇」といった3つの映画館が存在していたが、全国の映画館数がピークに達した1960年に昭和座が閉館。残った天美映劇と松原映劇も1963年に閉館しているため、当シネコンは松原市内58年ぶりの映画館となった。

#### 特徴
10スクリーン／1,619席（車椅子20席）を有する。TOHOシネマズ独自規格シアターである『轟音シアター』『TOHOシネマズプレミアムシアター』が関西エリアとしてはそれぞれ初採用となっている。
| No. | 座席数 | 車椅子 | Size(m) | Size(m) | 音響  | スピーカー                       | 備考         |
| No. | 座席数 | 車椅子 | 縦      | 横      | 音響  | スピーカー                       | 備考         |
| --- | ------ | ------ | ------- | ------- | ----- | -------------------------------- | ------------ |
| 1   | 245    | 2      | 6.3     | 15.0    | 7.1ch |                                  |              |
| 2   | 245    | 2      | 6.3     | 15.0    | 7.1ch |                                  |              |
| 3   | 79     | 2      | 3.6     | 8.6     | 7.1ch |                                  |              |
| 4   | 98     | 2      | 3.6     | 8.5     | 7.1ch |                                  |              |
| 5   | 89     | 2      | 3.6     | 8.5     | 7.1ch |                                  |              |
| 6   | 185    | 2      | 5.3     | 12.8    |       | カスタムオーダーメイドスピーカー | 轟音シアター |
| 7   | 104    | 2      | 3.8     | 9.0     | 7.1ch |                                  |              |
| 8   | 104    | 2      | 3.8     | 9.0     | 7.1ch |                                  |              |
| 9   | 195    | 2      | 5.3     | 12.8    | 7.1ch |                                  |              |
| 10  | 275    | 2      | 6.3     | 15.0    |       | カスタムオーダーメイドスピーカー | TCX          |